# Bølling-Allerød
Il Bølling-Allerød fu un periodo interstadiale caldo e umido posizionato durante gli stadi finali dell'ultimo periodo glaciale, nell'arco di tempo compreso tra 14.700 e 12.700 anni circa BP. Esso iniziò con la fine del periodo freddo noto come Dryas antichissimo, e terminò bruscamente con l'inizio del Dryas recente, un periodo di freddo che ridusse le temperature riportandole a valori prossimi ai livelli glaciale nel giro di un decennio.
In alcune regioni, un periodo di freddo noto come Dryas antico può essere rilevato nel mezzo dell'interstadiale di Bølling-Allerød. In queste regioni il periodo è compreso tra l'oscillazione di Bølling, che raggiunse il suo picco massimo intorno ai 14.500 BP, e l'oscillazione di Allerød, con un picco massimo più vicino ai 13.000 BP.

## Culture umane
Gli uomini tornarono di nuovo nelle foreste europee alla ricerca dei grandi mammiferi, iniziando a cacciarli in modo intensivo, portando alcuni di essi anche fino all'estinzione. Le loro culture furono le ultime del tardo Paleolitico superiore. I cacciatori magdaleniani risalirono il corso della Loira fino a raggiungere il bacino parigino, mentre nel bacino idrografico della Dordogna prevalsero i perigordiani. Gli epigravettiani dominavano l'Italia. Nel nord, si svilupparono la cultura amburghiana e quella di Federmesser. In questo periodo diverse altre culture si attestarono in Europa come la Lyngby, la Bromme, l'Ahrensburg e la Swideriana. Nel sud e nell'estremo oriente invece era già iniziato il Neolitico. Nel medio oriente, la cultura pre-agricola Natufiana si stabilì intorno alle coste orientali del Mediterraneo per sfruttare i cereali selvatici, come farro e l'orzo distico. Nell'Allerød essi iniziarono la coltivazione domesticata di queste piante.

## Flora
All'inizio di questo periodo, i livelli del mare s'innalzarono di circa 100 m a causa della fusione glaciale. Il ghiaccio scoprì gran parte del Nord Europa e le foreste temperate si estesero in Europa dal 29º al 41º parallelo di latitudine. La vegetazione pionieristica, come il Salix polaris e la dryas octopetala, iniziò a crescere nelle regioni che precedentemente erano troppo fredde per permettere la crescita di queste specie. Più tardi, durante l'Allerød, che prefigura per molti aspetti il clima attuale, in Eurasia prevalsero le foreste miste sempreverdi e le decidue, con queste ultime più diffuse verso sud, proprio come al giorno d'oggi. Betulla, pioppo tremulo, abete, pino, larice e ginepro erano diffusi in modo estensivo, insieme alla quercia e al nocciolo. Le graminacee invece si potevano trovare nelle regioni con ambienti più aperti e minore vegetazione arborea.

## Fauna
In questo periodo gli animali del tardo Pleistocene prima confinati nei refugia delle tre penisole iberica, italica e balcanica, iniziarono un processo di espansione verso nord. La genetica può identificare la loro localizzazione generale studiando i gradi di consanguineità con l'attuale fauna europea. Gli animali che si cibavano di orzo erano capaci di spingersi in regioni più settentrionali rispetto a quelle che avrebbero permesso la loro sopravvivenza durante i periodi più freddi precedenti. Sono attestati i grandi mammiferi (renna, cavallo, saiga, antilope, bisonte, mammut lanoso e rinoceronte lanoso) che venivano cacciati dai primi uomini,  come avveniva per l'ibex e il camoscio nelle regioni alpine. Da un capo all'altro della foresta pascolavano i cervi e si potevano vedere anche animali più piccoli, come la volpe, il lupo, lepre e lo scoiattolo. Iniziò anche la pesca del salmone. Quando questo periodo interstadiale terminò, con l'inizio del Dryas recente, molte di queste specie furono costrette a emigrare a sud o andarono incontro a un processo di graduale estinzione a livello regionale.